# Trmčare
Trmčare (en serbe cyrillique : Трмчаре) est un village de Serbie situé sur le territoire de la Ville de Kruševac, district de Rasina. Au recensement de 2011, il comptait 665 habitants.

## Démographie
| 1948 | 1953 | 1961 | 1971 | 1981 | 1991 | 2002 | 2011 |
| ---- | ---- | ---- | ---- | ---- | ---- | ---- | ---- |
| 664  | 674  | 736  | 708  | 769  | 786  | 715  | 665  |

|  |